# Cảnh Đức Truyền đăng lục
Cảnh Đức truyền đăng lục (zh. jǐngdé chuándēng-lù/ chingte ch'uan-teng-lu 景德傳燈錄, ja. keitoku-dentōroku), cũng được gọi tắt là Truyền Đăng lục, là tác phẩm lịch sử cổ nhất của Thiền tông Trung Quốc, được một vị Thiền sư thuộc tông Pháp Nhãn là Đạo Nguyên, môn đệ của Quốc sư Thiên Thai Đức Thiều, biên soạn vào năm Cảnh Đức, đời Tống Nhân Tông (1004). Bộ sách này nói về cơ duyên của chư tổ cho đến Thiền sư Pháp Nhãn Văn Ích (885-958).
Cảnh Đức truyền đăng lục gồm 30 quyển, vốn có tựa đề là Phật Tổ Đồng Tham tập, được xếp vào Đại Chính tân tu Đại tạng kinh, tập 51, số 2076. Sách này sưu tập ghi chép về hành trạng, cơ duyên v.v. của 1701 vị, bắt đầu từ Phật đời quá khứ đến các vị Tổ thuộc đời thứ 51 của Ngũ gia tông phái. Trong đó, 951 vị có phụ thêm ngữ lục. Vì bộ sách này được vua sắc chỉ nhập tạng vào niên hiệu Cảnh Đức thứ 1 (1004) nên đặt tên là Cảnh Đức. Về pháp hệ truyền thừa giữa thầy và trò nối nhau không dứt giống như lửa của ngọn đèn có năng lực phá trừ tối tăm, nối nhau liên tục nên gọi là Truyền Đăng. Đầu quyển có bài tựa do Dương Ức soạn. Nội dung toàn sách nói về sự truyền pháp Thiền như sau:
- Quyển 1, 2: Bảy đức Phật đời quá khứ và Tổ Ma-ha-ca-diếp (摩訶迦葉) truyền xuống đến Tổ thứ 27 là Bát-nhã-đa-la (般若多羅).
- Quyển 3: Năm vị Tổ Trung Quốc: Bồ-đề-đạt-ma (菩提達摩), Huệ Khả (慧可), Tăng Xán (僧璨), Đạo Tín (道信), Hoằng Nhẫn (弘忍).
- Quyển 4: Pháp hệ chi nhánh của Tứ tổ Đạo Tín (道信) và Ngũ tổ Hoằng Nhẫn như: Ngưu Đầu Thiền (牛頭禪), Bắc Tông Thiền (北宗禪), Tịnh Chúng Tông (淨眾宗) v.v. và truyện ký của các vị: Ngưu Đầu Pháp Dung (牛頭法融), Thần Tú (神秀), Phổ Tịch (普寂) v.v.
- Quyển 5: Lục tổ Huệ Năng (慧能) và pháp hệ của sư.
- Quyển 6: Mã Tổ Đạo Nhất (馬祖道一) và Bách Trượng Hoài Hải (百丈懷海).
- Quyển 7: Nga Hồ Đại Nghĩa (鵝湖大義) và Ma Cốc Bảo Triệt (麻谷寶徹).
- Quyển 8: Gồm 54 vị như: Nam Tuyền Phổ Nguyện (南泉普願)...
- Quyển 9: Gồm 30 vị nối pháp Thiền sư Bách Trượng Hoài Hải (百丈懷海)...
- Quyển 10: Gồm các vị nối pháp Thiền sư Nam Tuyền như: Triệu Châu Tòng Thẩm (趙州從諗)...
- Quyển 11: Các đệ tử nối pháp của Thiền sư Quy Sơn Linh Hựu (溈山靈祐), Tổ của Quy Ngưỡng tông (溈仰宗).
- Quyển 12: Lâm Tế Nghĩa Huyền (臨濟義玄), vị Tổ của Lâm Tế tông (臨濟宗).
- Quyển 13: Pháp hệ của Hà Trạch tông (荷澤宗). Truyện ký về hai vị Trừng Quán (澄觀) và Tông Mật (宗密) thuộc Hoa Nghiêm tông (華嚴宗).
- Quyển 14: Thạch Đầu Hi Thiên (石頭希遷) và pháp hệ.
- Quyển 15: Động Sơn Lương Giới (洞山良价).
- Quyển 16: Các đệ tử nối pháp của Thiền sư Đức Sơn Tuyên Giám (德山宣鑒).
- Quyển 17: Pháp hệ của Tào Động tông (曹洞宗).
- Quyển 18, 19: Pháp hệ của Thiền sư Tuyết Phong Nghĩa Tồn (雪峰義存).
- Quyển 20: Pháp hệ của Thiền sư Tào Sơn Bản Tịch (曹山本寂).
- Quyển 21: Pháp hệ của Thiền sư Huyền Sa Sư Bị (玄沙師備).
- Quyển 22, 23: Pháp hệ của Vân Môn tông (雲門宗).
- Quyển 24, 25, 26: Pháp hệ của Pháp Nhãn tông (法眼宗).
- Quyển 27: Các Thiền sư nổi tiếng không thuộc bất cứ tông phái nào.
- Quyển 28: Các ngữ lục đặc biệt của 11 vị Thiền sư như: Nam Dương Huệ Trung (南陽慧忠), Hà Trạch Thần Hội (荷澤神會) v.v...
- Quyển 29 tựa đề là Tán tụng kệ thi gồm tất cả kệ tụng của 17 vị như: Bạch Cư Dị (白居易)...
- Quyển 30 tựa đề là Minh ký châm ca (銘記箴歌) gồm tất cả 13 loại: Toạ thiền châm (坐禪箴), Chứng Đạo ca (證道歌)...

Sách này có một bản khắc lại: Tư Giám Trùng San (思鑒重刊), khắc lại vào đời nhà Nam Tống, năm 1134. Hi Vị Trùng San (希渭重刊), khắc lại vào đời nhà Nguyên, năm 1316. Quyển Đăng lục này là tư liệu căn bản để nghiên cứu sử Thiền tông Trung Quốc, rất nhiều công án được nhắc đến lần đầu ở đây.